# Capcom vs. SNK: Millennium Fight 2000
Capcom vs. SNK: Millennium Fight 2000 est un jeu de combat en 2D développé par Capcom Production Studio 1 et édité par Capcom sur système d’arcade Naomi en 2000. Il parait sur la console Dreamcast la même année,.
Il propose de faire s'affronter les personnages de Capcom et de SNK en solo ou en équipe de deux, trois ou quatre personnages en choisissant le système de combat de chaque équipe parmi deux disponibles.

## Système de jeu
Le jeu dispose d'un système de « Ratio » où chaque combattant est listé de 1 à 4, selon sa puissance. Le joueur doit choisir entre un et quatre combattants de telle manière que la somme des points soit inférieure ou égale à quatre. Le ratio 4 étant le plus puissant, le joueur ne pourra sélectionner par conséquent, qu'un seul combattant de cette liste (voir tableau). Les personnages possèdent un ratio de 1 ou de 2 pour la plupart, les boss possèdent un ratio de 3 (Sagat, Vega, Geese, Rugal, Yamazaki).
Le système de combat de Capcom vs. SNK contient un système de furie avec deux barres différentes appelées « Groove », le joueur a le choix entre le « Capcom Groove » proche du système A-ISM de Street Fighter Alpha 3 avec trois niveaux de charge, et le « SNK Groove » proche du fonctionnement de la série The King of Fighters, avec un seul niveau de charge,,. Le jeu propose un mode secret, donnant la possibilité aux joueurs d'acheter des bonus via des points remportés en jouant. Ce mode propose notamment d'acheter les versions « EX » (Extra) des personnages, ils possèdent des coups différents et certains nouveaux mouvements.

## Capcom vs. SNK: Millennium Fight 2000 Pro
Une année après la sortie du jeu original, une version mise à jour est publiée sous le titre de Capcom vs. SNK: Millennium Fight 2000 Pro, elle propose deux combattants supplémentaires ainsi que l'ensemble des personnages et costumes débloqués dès le début du jeu,. 
Ces nouveautés doivent être achetées avec des Vs. points dans la version Playstation. Du point de vue technique, la version PlayStation est légèrement revue à la baisse, les effets spéciaux lors des « super finish » ont disparu et les temps de chargement sont beaucoup plus longs.

## Liste des personnages
Le casting comprend 33 personnages au total, comprenant 5 personnages cachés. La mise à jour du jeu, intitulée Capcom Vs. SNK Pro, ajoute deux personnages : Dan Hibiki du côté de Capcom, et Joe Higashi pour SNK.
|  | Personnage présent dans Capcom vs. SNK Pro |

| CAPCOM   | Ratio | Jeu d'origine                                |
| -------- | ----- | -------------------------------------------- |
| Akuma    | 4     | Super Street Fighter II Turbo                |
| Balrog   | 2     | Street Fighter II: The World Warrior         |
| Blanka   | 1     | Street Fighter II: The World Warrior         |
| Cammy    | 1     | Super Street Fighter II: The New Challengers |
| Chun-Li  | 2     | Street Fighter II: The World Warrior         |
| Dan      | 1     | Street Fighter Alpha: Warriors' Dreams       |
| Dhalsim  | 1     | Street Fighter II: The World Warrior         |
| E. Honda | 2     | Street Fighter II: The World Warrior         |
| Evil Ryu | 4     | Street Fighter Alpha 2                       |
| Guile    | 2     | Street Fighter II: The World Warrior         |
| Ken      | 2     | Street Fighter                               |
| M. Bison | 3     | Street Fighter II: The World Warrior         |
| Morrigan | 2     | Darkstalkers: The Night Warriors             |
| Ryu      | 2     | Street Fighter                               |
| Sagat    | 3     | Street Fighter                               |
| Sakura   | 1     | Street Fighter Alpha 2                       |
| Vega     | 3     | Street Fighter II: The World Warrior         |
| Zangief  | 2     | Street Fighter II: The World Warrior         |

| SNK          | Ratio | Jeu d'origine                           |
| ------------ | ----- | --------------------------------------- |
| Benimaru     | 1     | The King of Fighters '94                |
| Geese        | 3     | Fatal Fury: King of Fighters            |
| Iori         | 2     | The King of Fighters '95                |
| Joe          | 1     | Fatal Fury: King of Fighters            |
| Kim          | 2     | Fatal Fury 2                            |
| King         | 1     | Art of Fighting                         |
| Kyo          | 2     | The King of Fighters '94                |
| Mai          | 2     | Fatal Fury 2                            |
| Nakoruru     | 2     | Samurai Shodown                         |
| Orochi Iori  | 4     | The King of Fighters '97                |
| Raiden       | 2     | Fatal Fury: King of Fighters            |
| Rugal        | 3     | The King of Fighters '94                |
| Ryo Sakazaki | 2     | Art of Fighting                         |
| Terry Bogard | 2     | Fatal Fury: King of Fighters            |
| Vice         | 1     | The King of Fighters '96                |
| Yuri         | 1     | Art of Fighting 2                       |
| Yamazaki     | 3     | Fatal Fury 3: Road to the Final Victory |